# Svazek obcí Přibyslavska
Svazek obcí Přibyslavska je svazek obcí v okresu Žďár nad Sázavou, okresu Havlíčkův Brod a okresu Jihlava, jeho sídlem je Přibyslav a jeho cílem je rozvoj regionu. Sdružuje celkem 22 obcí a byl založen v roce 2001.

## Obce sdružené v mikroregionu
- Brzkov
- Česká Bělá
- Dlouhá Ves
- Havlíčkova Borová
- Jitkov
- Krátká Ves
- Malá Losenice
- Modlíkov
- Nížkov
- Nové Dvory
- Olešenka
- Oudoleň
- Pohled
- Přibyslav
- Sázava
- Stříbrné Hory
- Slavětín
- Šlapanov
- Velká Losenice
- Vepřová
- Věžnice
- Žižkovo Pole